# 1974 w literaturze
Wydarzenia literackie w 1974 roku.

## Proza beletrystyczna i literatura faktu

### Język polski
- Halina Auderska – Babie lato (Książka i Wiedza)[1]
- Jan Drzeżdżon – W niedzelny wieczór
- Jan Himilsbach – Przepychanka (Czytelnik)[2]
- Tadeusz Konwicki – Kronika wypadków miłosnych
- Aleksander Minkowski
  - Błękitni z latającego talerza (Wydawnictwo „Nasza Księgarnia”)[3]
  - Złota Troć (Wydawnictwo „Nasza Księgarnia”)[4]
- Marek Nowakowski
  - Gdzie jest droga na Walne? (Państwowy Instytut Wydawniczy)
  - Wesele raz jeszcze  (Państwowy Instytut Wydawniczy)
- Ewa Maria Ostrowska – Między nami niebotyczne góry (Czytelnik)[5]
- Alfred Szklarski – Orle pióra (Wydawnictwo Śląsk)

### Inne języki
- Heinrich Böll – Utracona cześć Katarzyny Blum (Die verlorene Ehre der Katharina Blum)
- Agatha Christie – Wczesne sprawy Poirota (Poirot's Early Cases)
- James Herriot – Weterynarz w zaprzęgu (Vet in Harness)
- Bohumil Hrabal
  - Postrzyżyny (Postřižiny)
  - Miasteczko, w którym czas się zatrzymał (Městečko, kde se zastavil čas)
- Stephen King – Carrie
- Ota Pavel
  - Jak spotkałem się z rybami (Jak jsem potkal ryby)
  - Bajka o Raszku (Pohádka o Raškovi)

## Wywiady
- polskie
- zagraniczne

## Dzienniki, autobiografie, pamiętniki
- polskie
- zagraniczne
- wydania polskie tytułów zagranicznych

## Nowe eseje, szkice i felietony
- polskie
  - Wojciech Karpiński, Marcin Król, Sylwetki polityczne XIX wieku (Znak)
- zagraniczne
- wydania polskie tytułów zagranicznych

## Nowe dramaty
- polskie
  - Sławomir Mrożek – Emigranci
  - Marek Nowakowski
    - Raz Czabak z rana… (słuchowisko) (Dialog) nr 8 s. 39-47
    - Grzybobranie (niepublikowane)

## Nowe poezje
- polskie
  - Jan Drzeżdżon – Sklaniané pôcorë
  - Zbigniew Herbert – Pan Cogito
  - Ewa Lipska – Czwarty zbiór wierszy
  - Bohdan Zadura – Pożegnanie Ostendy
- zagraniczne
  - Douglas Dunn – Miłość lub nic (Love or Nothing)
- wydania polskie tytułów zagranicznych
- antologie
- antologie zagraniczne
- wydania polskie antologii zagranicznych

## Nowe prace naukowe i biografie
- polskie
  - Janusz Sławiński – Dzieło, język, tradycja
- zagraniczne
  - Stanislao Loffreda – Cafarnao. II. La ceramica

## Urodzili się
- 9 marca – Waldemar Cichoń, polski pisarz dla dzieci i młodzieży
- 11 marca – Kate Brian, amerykańska pisarka dla młodzieży
- 20 marca – Andrzej Pilipiuk, polski pisarz
- 8 kwietnia – Nnedi Okorafor, amerykańska pisarka nigeryjskiego
- 15 kwietnia – Jim C. Hines, amerykański pisarz fantasy
- 8 lipca – Selja Ahava, fińska pisarka i scenarzystka
- 30 lipca – Jacek Dukaj, polski pisarz science fiction
- 23 sierpnia – Serhij Żadan, ukraiński pisarz, poeta i tłumacz
- 30 sierpnia – Camilla Läckberg, szwedzka autorka powieści kryminalnych
- 22 września – Borivoje Adašević(inne języki), serbski pisarz (zm. 2019)
- 15 października – Roxane Gay, amerykańska pisarka
- 8 listopada – Brandon Mull, amerykański pisarz fantasy dla dzieci
- 25 listopada – Sarah Monette, amerykańska pisarka i krytyk literacki
- 30 listopada – Hałyna Kruk, ukraińska historyk literatury, poetka, pisarka, tłumaczka
- Renata Rusnak,  ukrainistka, pisarka, tłumaczka
- Andrzej W. Sawicki, polski autor fantastyczno-historyczny
- Adania Shibli, palestyńska pisarka
- Siri Spont, szwedzka pisarka

## Zmarli
- 2 stycznia – Jan Papuga, polski prozaik (ur. 1915)
- 18 stycznia – Bogdan Hamera, polski pisarz (ur. 1911)
- 29 stycznia – Herbert Ernest Bates, angielski pisarz (ur. 1905)
- 2 lutego – Marieluise Fleißer, niemiecka pisarka (ur. 1901)
- 22 marca – Jerzy Bohdan Rychliński, polski prozaik marynista, tłumacz literatury anglosaskiej i rosyjskiej (ur. 1892)
- 13 maja – Jaime Torres Bodet, meksykański pisarz, poeta i dyplomata (ur. 1902)
- 9 czerwca – Miguel Ángel Asturias, gwatemalski powieściopisarz, poeta, laureat Nagrody Nobla (ur. 1899)
- 4 lipca – Georgette Heyer, angielska pisarka (ur. 1902)
- 11 lipca – Paer Lagerkvist, szwedzki pisarz i poeta (ur. 1891)
- 29 lipca – Erich Kästner, niemiecki pisarz, autor książek dla dzieci (ur. 1899)
- 31 lipca – Witold Zegalski, polski pisarz science fiction (ur. 1928)
- 7 sierpnia – Rosario Castellanos, meksykańska poetka (ur. 1925)
- 19 sierpnia – Aleksander Janta-Połczyński, polski prozaik, poeta, publicysta i tłumacz (ur. 1908)
- 10 września – Melchior Wańkowicz, polski pisarz, dziennikarz, reportażysta i publicysta (ur. 1892)
- 4 września – Marcel Achard, francuski dramatopisarz i scenarzysta (ur. 1899)
- 21 września – Jacqueline Susann, amerykańska pisarka i aktorka (ur. 1918)
- 24 września – Konrad Wrzos, polski dziennikarz i reportażysta (ur. 1905)
- 4 października – Anne Sexton, amerykańska poetka i pisarka (ur. 1928)
- 10 października – Marie Luise Kaschnitz, niemiecka pisarka i poetka (ur. 1901)
- 13 października – Peter Schuyler Miller, amerykański krytyk i pisarz fantastyki naukowej (ur. 1912)
- 25 października – Sara Rejzen, żydowska poetka, pisarka i tłumaczka (ur. 1885)
- 5 grudnia – Zaharia Stancu, rumuński prozaik i filozof (ur. 1902)

## Nagrody
- Nagroda Kościelskich – Jerzy W. Borejsza, Alicja Iwańska, Edward Redliński
- Nagroda Nobla – Eyvind Johnson, Harry Martinson